# Kvalsund
Kvalsund é uma comuna da Noruega, com 1 843 km² de área e 1 093 habitantes (censo de 2004).